# Fraport
Fraport AG – niemieckie przedsiębiorstwo, spółka akcyjna notowana na giełdzie frankfurckiej.
Fraport jest operatorem zarządzającym największego portu lotniczego w Niemczech lotniska Frankfurt Airport. Fraport zarządza także lotniskami w Lublanie (Słowenia), portem lotniczym w Limie (Peru), międzynarodowym portem lotniczym Antalya (Turcja) oraz pierwszym terminalem na lotnisku Brisbane (Australia), a wcześniej również lotniskami w Hahn i Hanowerze (Niemcy). Spółka zarządzająca lotniskiem Pułkowo pod Petersburgiem, które jest wykorzystywane w celach wojskowych, w 25 procentach należy do niemieckiego przedsiębiorstwa Fraport.
Przedsiębiorstwo zatrudnia około 21 961 pracowników, w tym około 15 000 pracowników na lotnisku we Frankfurcie.
Od sezonu 2002/2003 do 2011/2012 Fraport był głównym sponsorem piłkarskiego klubu Eintracht Frankfurt.